# Colour Haze
I Color Haze sono un gruppo stoner rock psichedelico tedesco originario di Monaco di Baviera, composto dal cantante e chitarrista Stefan Koglek, dal batterista Manfred Merwald, dal bassista Mario Oberpucher e dal tastierista Jan Faszbender 

## Attività
La band è attiva dalla metà degli anni '90, il primo disco ("Chopping Machine") è uscito nel 1995. Complessivamente i Colour Haze hanno prodotto 14 album, l'ultimo ("Sacred") è uscito nel 2022. A partire dal 2004 gli album dei Colour Haze sono prodotti dalla Elektrohasch Records. Il gruppo si esibisce soprattutto in Germania ma non manca agli eventi internazionali: hanno partecipato più volte all'importantissimo Duna Jam, evento di prestigio per gli amanti del genere.

## Stile
Lo stile dei Colour Haze è un misto di stoner rock e psichedelia con qualche leggero rimando al Progressive. Le canzoni dei Colour Haze sono piuttosto complesse a livello di struttura e di composizione e fanno affidamento soprattutto alle abilità virtuosistiche dei tre strumentisti (tra cui domina incontrastata la chitarra di Koglek). Alcune canzoni sono solamente strumentali (negli album più recenti queste sono più fitte rispetto al passato) ma non mancano comunque parti cantate. I testi sono metaforici ed evocativi, vengono scritti in inglese e (raramente) in tedesco, non mancano comunque testi espliciti e diretti.

## Discografia
- 1995 - Chopping Machine
- 1998 - Seven
- 1999 - Periscope
- 2000 - CO2
- 2001 - Ewige Blumenkraft
- 2003 - Los Sounds de Krauts
- 2004 - Colour Haze
- 2006 - Tempel
- 2008 - All
- 2012 - She Said
- 2014 - To The Highest Gods We Know
- 2017 - In Her Garden
- 2019 - We Are
- 2022 - Sacred

## Formazione
- Stefan Koglek: chitarra, voce
- Mario Oberpucher: basso
- Manfred Merwald: batteria
- Jan Faszbender: tastiere/synth

## Ex-membri
- Philipp Rasthofer: basso (1998-2020)
- Tim Höfer: batteria (1994-97)
- Christian Wiesner: basso (1994-98)
- Felix Neuenhoff: voce (1997-99)